# Općina Šoštanj
Općina Šoštanj (slo.:Občina Šoštanj) je općina u sjevernoj Sloveniji u pokrajini Štajerskoj i statističkoj regiji Savinjskoj. Središte općine je grad Šoštanj s 2.793 stanovnika.

## Zemljopis
Općina Šoštanj nalazi se u sjevernom dijelu Slovenije, u jugozapadnom dijelu Štajerske. Južna polovina općine se prostire u Velenjskoj kotlini, koju stvara rijeka Paka. Iznad kotline izdižu se planine Ljubela na sjeveroistoku i Savinjske Alpe na zapadu.
U nižem dijelu općine vlada umjereno kontinentalna klima, dok u višem dijelu vlada njena oštrija, planinska varijanta. Najvažniji vodotok u općini je rječica Paka. Svi ostali vodotoci su mali i njeni su pritoci. Na rijeci Paki uzvodno od grada nalazi se umjetno Velenjsko jezero.

## Naselja u općini
Bele Vode, Družmirje, Florjan, Gaberke, Lokovica, Ravne, Skorno pri Šoštanju, Šentvid pri Zavodnju, Šoštanj, Topolšica, Zavodnje

## Vanjske poveznice
- Službena stranica općine